# Karszno (przystanek kolejowy)
Karszno (niem. Albrechtsdorf) – zlikwidowany przystanek kolejowy w Karsznie, dzielnicy Nowego Warpna, w województwie zachodniopomorskim, w Polsce.

## Historia
Przystanek oddano do użytku w 1906 r. wraz z przedłużeniem linii kolejowej ze Stobna od huty szkła Stolzenburger Glashütte w kierunku Nowego Warpna. Likwidacji przystanku dokonano 8 sierpnia 1945 r. w związku z rozebraniem linii na odcinku Dobra – Nowe Warpno w ramach reparacji wojennych dla ZSRR. 

## Infrastruktura
Na przystanku znajdował się jeden jednokrawędziowy peron. Jedynym śladem po stacji jest polna droga biegnąca w jej miejscu.

## Linie kolejowe
Przystanek znajdował się przy jednotorowej i niezelektryfikowanej linii Randower Kleinbahn.